# Parkers Settlement
 (décembre 2018).
Parkers Settlement est une census-designated place située dans le comté de Posey, dans l’État de l’Indiana, aux États-Unis. Sa population s’élevait à 711 habitants lors du recensement de 2010.

## Source
- (en) Cet article est partiellement ou en totalité issu de l’article de Wikipédia en anglais intitulé « Parkers Settlement, Indiana » (voir la liste des auteurs).

1. ↑  (en) « U.s. gazetteer : 2010, 2000, and 1990 », sur census.gov via Wikiwix (consulté le 20 novembre 2023).